# Episodi de I Puffi (serie animata 2021) (terza stagione)
La terza stagione della serie animata I Puffi è trasmessa dal 2024.
I primi otto episodi sono stati pubblicati in prima visione in inglese su Apple TV+ il 6 agosto 2024. L'edizione francese viene trasmessa dal 25 agosto 2024 con i primi sei episodi su La Trois e RTS 1, mentre il 3 settembre seguente sono stati pubblicati su RTBF Auvio gli episodi fino al 16, alcuni in prima visione mondiale. In Italia viene trasmessa su Nick Jr. dal 23 settembre 2024.
Questa lista è suscettibile di variazioni e potrebbe essere incompleta o non aggiornata.

| Nº | Nº | Titolo originale                      | Titolo italiano                 | Prima TV mondiale                              | Prima TV francese               | Prima TV italiana |
| -- | -- | ------------------------------------- | ------------------------------- | ---------------------------------------------- | ------------------------------- | ----------------- |
| 1  | 1  | Tonton Gargamel                       | Una giornata in famiglia        | 6 agosto 2024 (Australia su Apple TV+)         | 25 agosto 2024 (su La Trois)    | 23 settembre 2024 |
| 2  | 2  | Le Gigaschtroumpf                     | Puffo VS Macchina               | 6 agosto 2024 (Australia su Apple TV+)         | 25 agosto 2024 (su La Trois)    | 23 settembre 2024 |
| 3  | 3  | Opération Gargamel                    | Guarda Gargamella come scappa   | 6 agosto 2024 (Australia su Apple TV+)         | 25 agosto 2024 (su RTS 1)       | 24 settembre 2024 |
| 4  | 4  | Le bébé costaud                       | Baby Forzuto                    | 6 agosto 2024 (Australia su Apple TV+)         | 1º settembre 2024 (su La Trois) | 24 settembre 2024 |
| 5  | 5  | Dragon de compagnie                   | Un drago per amico              | 6 agosto 2024 (Australia su Apple TV+)         | 1º settembre 2024 (su RTS 1)    | 25 settembre 2024 |
| 6  | 6  | La farce ultime                       | Uno scherzo coi fiocchi         | 6 agosto 2024 (Australia su Apple TV+)         | 1º settembre 2024 (su RTS 1)    | 25 settembre 2024 |
| 7  | 7  | La Plante de Rowena                   | La pianta di Rowena             | 6 agosto 2024 (Australia su Apple TV+)         | 3 settembre 2024 (su Auvio)     | 26 settembre 2024 |
| 8  | 8  | Une si jolie poupée                   | La promessa sposa               | 6 agosto 2024 (Australia su Apple TV+)         | 3 settembre 2024 (su Auvio)     | 26 settembre 2024 |
| 9  | 9  | Dans le ventre du dragon              | Voglio un drago                 | 3 settembre 2024 (su Auvio)                    | 3 settembre 2024 (su Auvio)     | 7 gennaio 2025    |
| 10 | 10 | Une recette explosive                 | Il calderone magico             | 3 settembre 2024 (su Auvio)                    | 3 settembre 2024 (su Auvio)     | 7 gennaio 2025    |
| 11 | 11 | Les Grands jeux schtroumpfs Partie 1  | I grandi Puffogiochi - Parte 1  | 2 settembre 2024 (Stati Uniti su Nickelodeon)  | 3 settembre 2024 (su Auvio)     | 8 gennaio 2025    |
| 12 | 12 | Les Grands jeux schtroumpfs Partie 2  | I grandi Puffogiochi - Parte 2  | 2 settembre 2024 (Stati Uniti su Nickelodeon)  | 3 settembre 2024 (su Auvio)     | 8 gennaio 2025    |
| 13 | 13 | Un Trio d'enfer                       | Il peggior nemico di Gargamella | 3 settembre 2024 (su Auvio)                    | 3 settembre 2024 (su Auvio)     | 9 gennaio 2025    |
| 14 | 14 | L'Arbre de la connaissance            | L'albero della conoscenza       | 3 settembre 2024 (su Auvio)                    | 3 settembre 2024 (su Auvio)     | 9 gennaio 2025    |
| 15 | 15 | Une étoile pour le Grand Schtroumpf   | Stella cercasi                  | 3 settembre 2024 (su Auvio)                    | 3 settembre 2024 (su Auvio)     | 10 gennaio 2025   |
| 16 | 16 | L'Équipe de choc                      | Squadra speciale                | 3 settembre 2024 (su Auvio)                    | 3 settembre 2024 (su Auvio)     | 10 gennaio 2025   |
| 17 | 21 | La Guerre des Nounous                 | La battaglia dei babysitter     | 21 novembre 2024 (su La Trois)                 | 21 novembre 2024 (su La Trois)  | 12 marzo 2025     |
| 18 | 49 | Lucretia, la poupée facétieuse        |                                 | 18 maggio 2025 (su La Trois)                   | 18 maggio 2025 (su La Trois)    |                   |
| 19 | 19 | La nuit du monstre                    | Un mostro nel villaggio         | 27 ottobre 2024 (su TF1+)                      | 27 ottobre 2024 (su TF1+)       | 11 marzo 2025     |
| 20 | 17 | La grande Excursion                   | Il tour della foresta           | 23 settembre 2024 (Stati Uniti su Nickelodeon) | 10 novembre 2024 (su La Trois)  | 10 marzo 2025     |
| 21 | 30 | Le plus beau caillou du monde         | La roccia più bella del mondo   | 19 gennaio 2025 (su La Trois)                  | 19 gennaio 2025 (su La Trois)   | 15 aprile 2025    |
| 22 | 22 | En route pour la planète Mars         | Puffiamo su Marte               | 22 novembre 2024 (su La Trois)                 | 22 novembre 2024 (su La Trois)  | 12 marzo 2025     |
| 23 | 27 | Le treizième dessert                  | Il tredicesimo dessert          | 8 dicembre 2024 (su TF1+)                      | 8 dicembre 2024 (su TF1+)       | 14 aprile 2025    |
| 24 | 18 | Le chef d’œuvre du Bébé Schtroumpf    | Un nuovo stile per Pittore      | 21 novembre 2024 (su La Trois)                 | 21 novembre 2024 (su La Trois)  | 10 marzo 2025     |
| 25 | 25 | La dent de Rowena                     | La fatina dei denti             | 11 dicembre 2024 (su La Trois)                 | 11 dicembre 2024 (su La Trois)  | 14 marzo 2025     |
| 26 | 28 | Les schtroumpfs escargots             | Puffi striscianti               | 11 dicembre 2024 (su La Trois)                 | 11 dicembre 2024 (su La Trois)  | 14 aprile 2025    |
| 27 | 26 | La grande obscurité                   | La notte più buia               | 12 dicembre 2024 (su La Trois)                 | 12 dicembre 2024 (su La Trois)  | 14 marzo 2025     |
| 28 | 36 | Météorite et le tambour magique       | Una super batterista            | 9 febbraio 2025 (su La Trois)                  | 9 febbraio 2025 (su La Trois)   | 18 aprile 2025    |
| 29 | 20 | La poupée de Mémé                     | La bambola della nonna          | 18 novembre 2024 (su La Trois)                 | 18 novembre 2024 (su La Trois)  | 11 marzo 2025     |
| 30 | 23 | L'ours qui parlait aux Schtroumpfs    | Parola di orso                  | 21 novembre 2024 (su La Trois)                 | 21 novembre 2024 (su La Trois)  | 13 marzo 2025     |
| 31 | 34 | Le nouveau jouet de Broc              | Una nuova famiglia              | 9 febbraio 2025 (su La Trois)                  | 9 febbraio 2025 (su La Trois)   | 17 aprile 2025    |
| 32 | 32 | Le voleur de gaufres                  | Il ladro di puffle              | 19 gennaio 2025 (su La Trois)                  | 19 gennaio 2025 (su La Trois)   | 16 aprile 2025    |
| 33 | 43 | Schtroumpfement groumpf               |                                 | 4 aprile 2025 (su RTS 1)                       | 4 aprile 2025 (su RTS 1)        |                   |
| 34 | 33 | La Folie du Discoschtroumpf           | Puffo Music                     | 12 febbraio 2025 (su La Trois)                 | 12 febbraio 2025 (su La Trois)  | 17 aprile 2025    |
| 35 | 31 | Une pâtée pour Azraël                 | Una pappa da chef               | 20 gennaio 2025 (su RTS 1)                     | 20 gennaio 2025 (su RTS 1)      | 16 aprile 2025    |
| 36 | 24 | Les Schtroumpfs et le portail magique | Mondi paralleli                 | 22 novembre 2024 (su La Trois)                 | 22 novembre 2024 (su La Trois)  | 13 marzo 2025     |
| 37 | 41 | Le nouvel Ami du Schtroumpf Paysan    |                                 | 3 aprile 2025 (su RTS 1)                       | 3 aprile 2025 (su RTS 1)        |                   |
| 38 | 29 | Des pompiers sans camion              | Pompieri a piedi                | 20 gennaio 2025 (su RTS 1)                     | 20 gennaio 2025 (su RTS 1)      | 15 aprile 2025    |
| 39 | 39 | Bébé Schtroumpf devient grand         |                                 | 16 marzo 2025 (su La Trois)                    | 16 marzo 2025 (su La Trois)     |                   |
| 40 | 40 | Silence chez les Schtroumpfs          |                                 | 16 marzo 2025 (su La Trois)                    | 16 marzo 2025 (su La Trois)     |                   |
| 41 | 37 | On a Schtroumpfé sur la lune Partie 1 |                                 | 1° aprile 2025 (su RTS 1)                      | 1° aprile 2025 (su RTS 1)       |                   |
| 42 | 38 | On a Schtroumpfé sur la lune Partie 2 |                                 | 1° aprile 2025 (su RTS 1)                      | 1° aprile 2025 (su RTS 1)       |                   |
| 43 | 35 | Le Toutou de Gargamel                 | Il cagnolino di Gargamella      | 12 febbraio 2025 (su La Trois)                 | 12 febbraio 2025 (su La Trois)  | 18 aprile 2025    |
| 44 | 47 | Histoires à schtroumpfer de peur      |                                 | 4 maggio 2025 (su La Trois)                    | 4 maggio 2025 (su La Trois)     |                   |
| 45 | 48 | L'Ombre du Schtroumpf Costaud         |                                 | 4 maggio 2025 (su La Trois)                    | 4 maggio 2025 (su La Trois)     |                   |
| 46 | 45 | Le Talisman magique Partie 1          |                                 | 11 maggio 2025 (su La Trois)                   | 11 maggio 2025 (su La Trois)    |                   |
| 47 | 46 | Le Talisman magique Partie 2          |                                 | 11 maggio 2025 (su La Trois)                   | 11 maggio 2025 (su La Trois)    |                   |
| 48 | 42 | La métamorphose du Grand Schtroumpf   |                                 | 2 aprile 2025 (su La Trois)                    | 2 aprile 2025 (su La Trois)     |                   |
| 49 | 50 | Le Grand Schtroumpf perd la tête      |                                 | 18 maggio 2025 (su La Trois)                   | 18 maggio 2025 (su La Trois)    |                   |
| 50 | 44 | Un voleur en cuisine                  |                                 | 2 aprile 2025 (su La Trois)                    | 2 aprile 2025 (su La Trois)     |                   |
| 51 | 52 | Le Cadeau du Grand Schtroumpf         |                                 | 25 maggio 2025 (su La Trois)                   | 25 maggio 2025 (su La Trois)    |                   |
| 52 | 51 | Mon Amie l'Abeille                    |                                 | 25 maggio 2025 (su La Trois)                   | 25 maggio 2025 (su La Trois)    |                   |